# 驅逐戰車

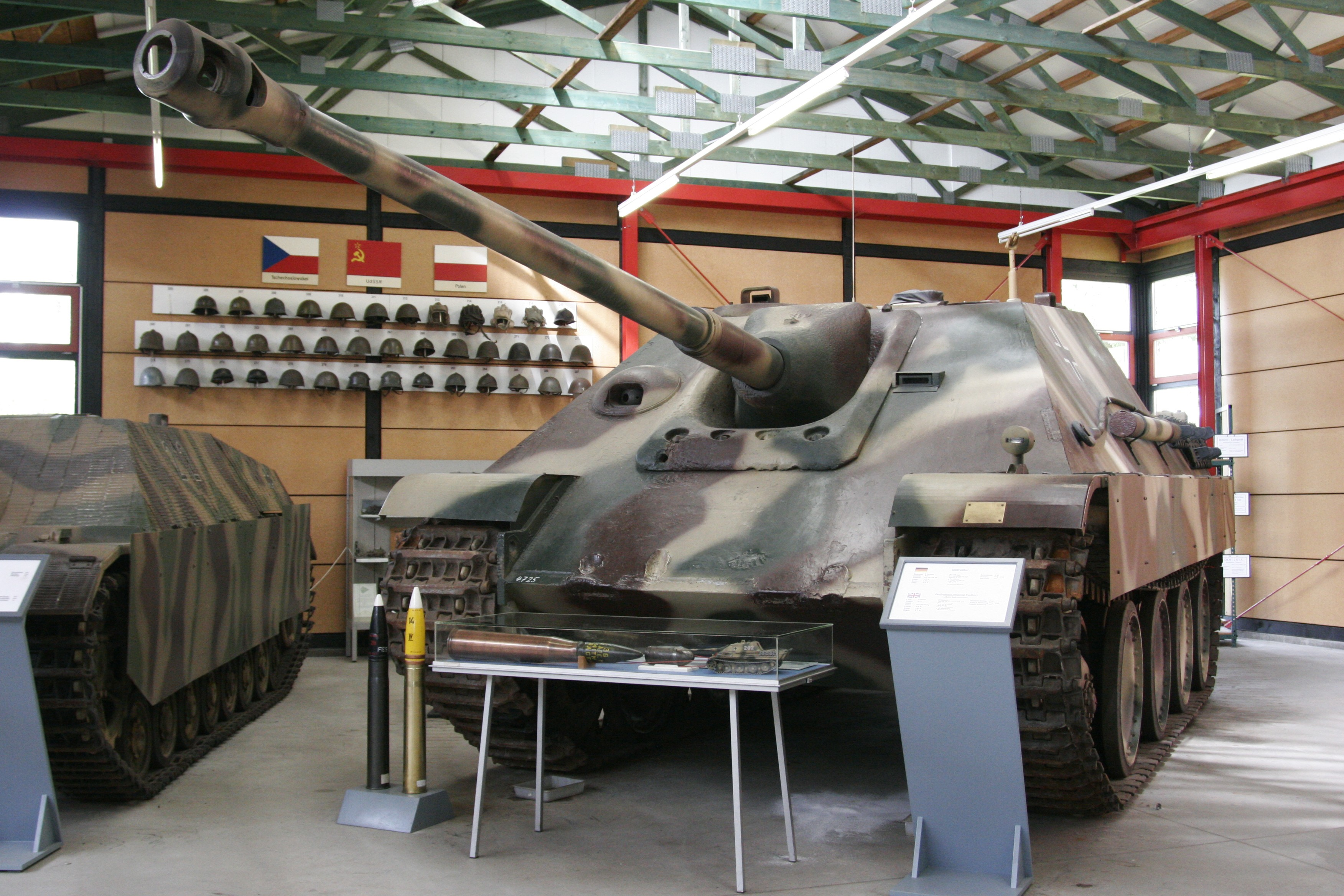
二戰時納粹德國的獵豹式驅逐戰車（Jagdpanther）

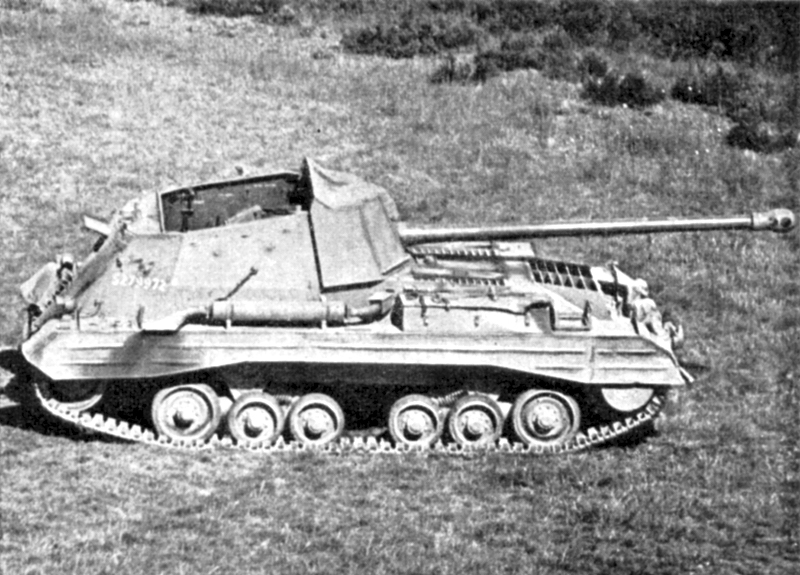
英国SP17射手驅逐戰車，因车内空间原因，驾驶座在固定开放式炮塔后部，正常行驶时火炮向后，被戏称为“倒开”的坦克歼击车

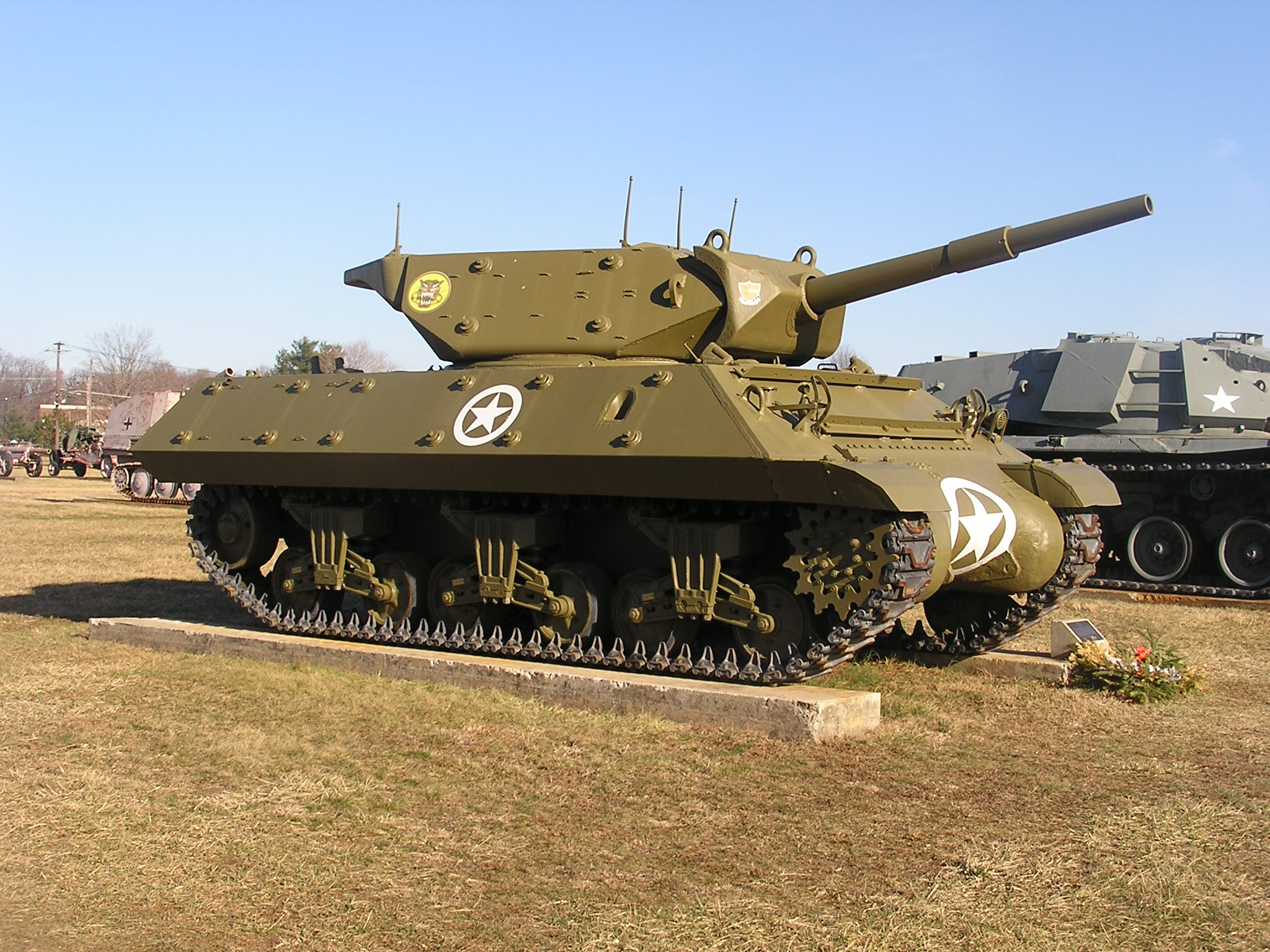
M10驅逐戰車

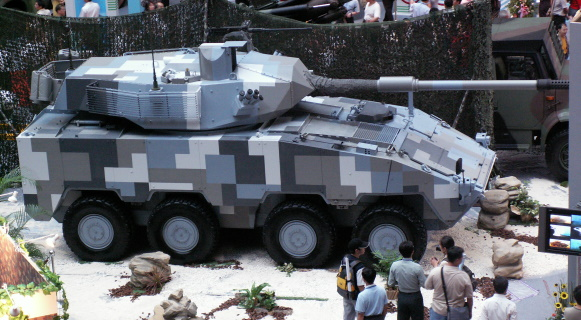
雲豹裝甲車的火砲型

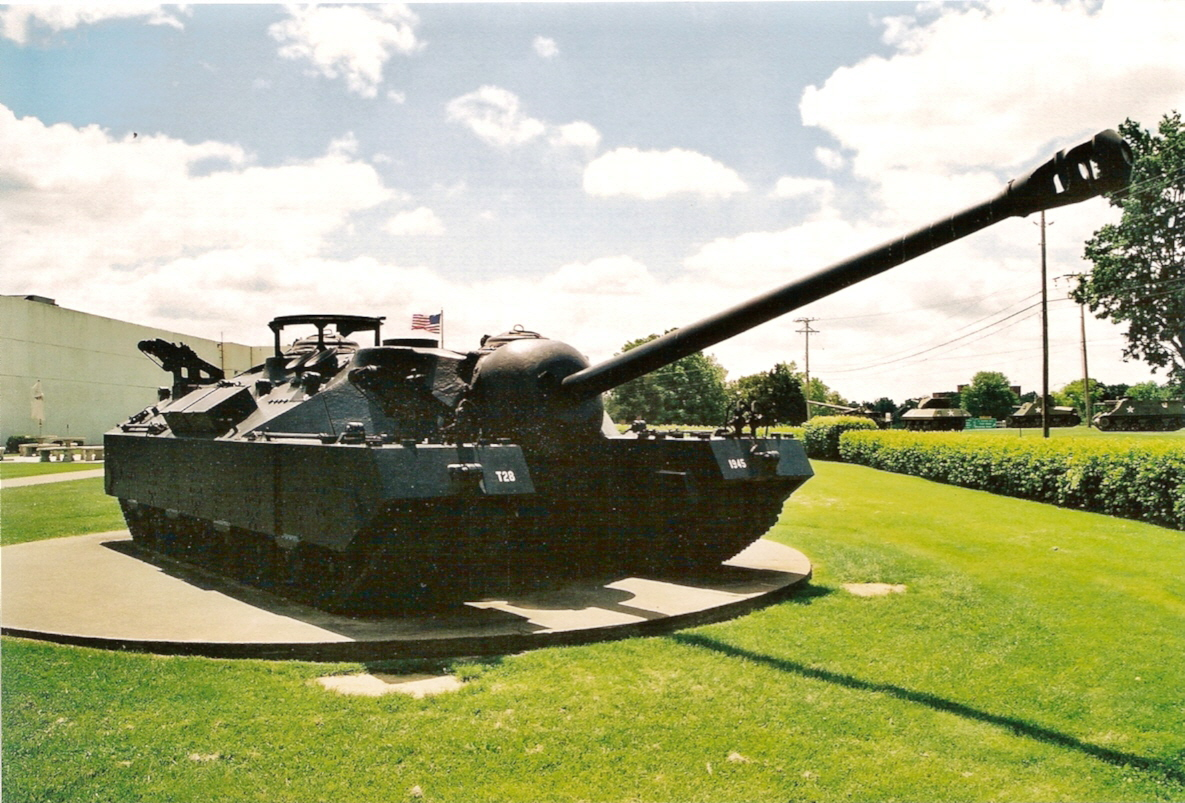
美國的T28驅逐戰車

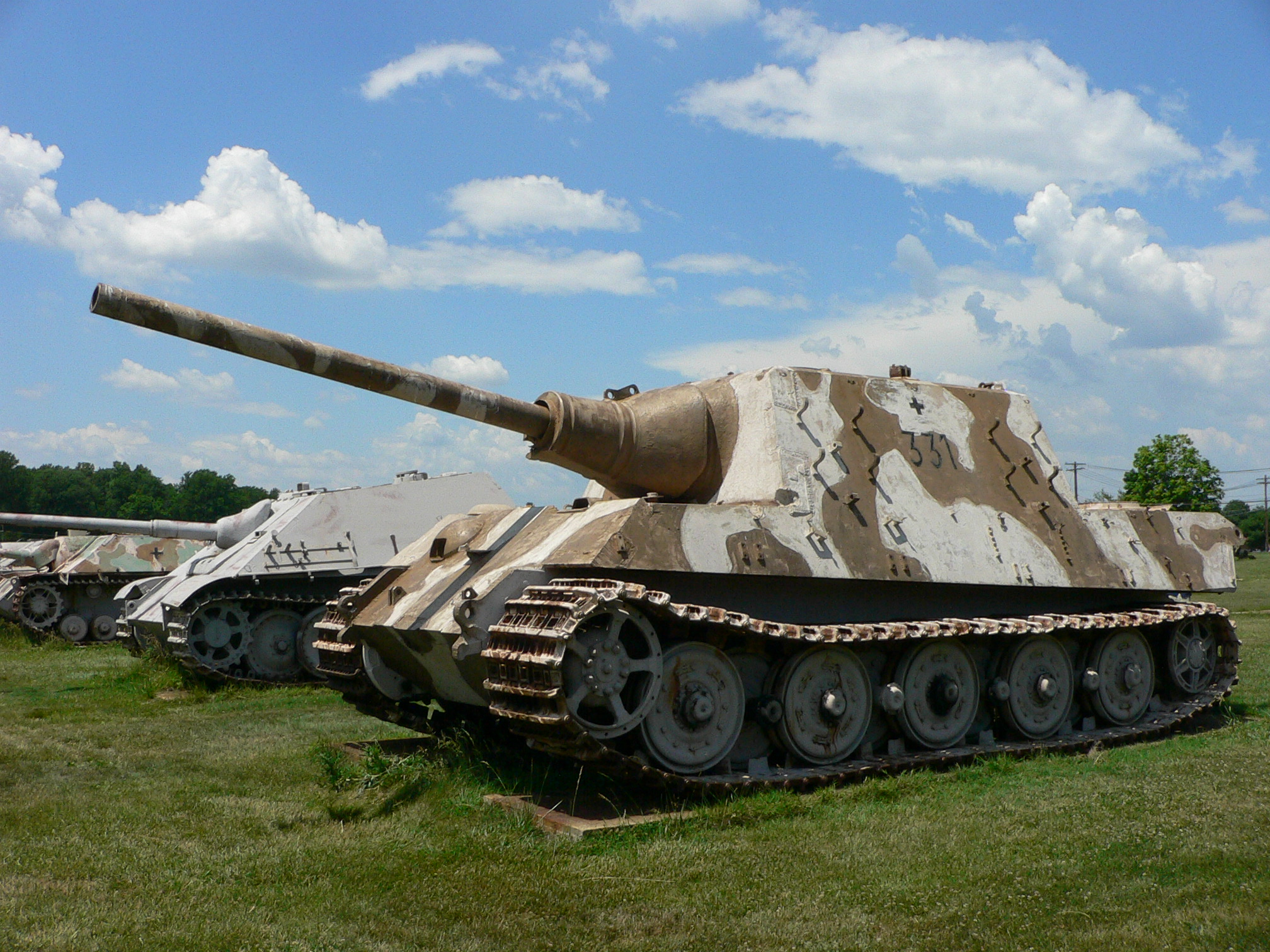
獵虎式驅逐戰車

驅逐戰車（英語：tank destroyer）是一种专门设计用直射火炮摧毁其它装甲车辆的裝甲戰鬥車輛，属于一种主要用于伏击的车载（通常为履带式）反坦克炮。此类装甲车辆出现于第二次世界大战，在原创国纳粹德国的语境中细分为有重裝甲的猎坦克（德語：Jagdpanzer），如猎豹和猎虎（Jagdtiger）；和輕裝甲的装甲猎车（Panzerjäger）；英语则将这两者统一归类为「驅逐戰車」（直译为“坦克摧毁者”）。

## 簡介
在反坦克火箭或反坦克导弹尚未開發的時候，面對重裝甲的坦克僅能依靠大口徑反坦克炮進行摧毀，但是拖曳式反坦克炮的運動性無法有效跟隨機械化部隊的作戰協調，因此武器工程師設法將大口徑反坦克炮搬上裝甲車輛上，使得反坦克炮也可以跟隨機械化部隊執行機動作戰，作戰主要目的是「專門對付敵方的坦克」，因而稱為。
由於對於擊毀坦克的方式各國有著不同想法，必须在火力、装甲和机动力三者上做出取舍，驅逐戰車的設計之後出現几種不同的概念。

## 發展歷程

### 概念起源
原始的主流概念源自德国自“闪电战”发展出的“装甲猎车”/Panzerjäger。因受凡尔赛和约的限定，第二次世界大战初期德国的1、2号坦克火力贫弱，仅适于内务镇暴用途；秘密研制的3号中型坦克刚刚装备部队且最初装备的仅为37毫米炮，在入侵法国战役时总共制造了约300辆，远低于法军拥有的1000余辆装备47毫米以上火炮的中型以上坦克。为应对在进攻中遭遇的大量法国坦克，德国以1号轻型坦克车身为底盘，使用仅有前侧防护的固定露天炮塔，安装了47毫米反坦克火炮成为坦克歼击车；后来在入侵苏联的巴巴罗萨计划准备中，亦将2号轻型坦克如法炮制装上75毫米反坦克炮成为坦克歼击车。设计理念使用与坦克相同的底盘，牺牲装甲以加强火力，而保持机动力使這類戰鬥車輛也可以跟隨機械化部隊執行機動作戰；同时除火炮与炮塔部分外，车体诸多的繁杂零件与对应的坦克相同，简化了后勤的零件供应，驾驶相应坦克的车手也无需专门训练很容易就能操作此类坦克歼击车并进行简单维修。德国最初设计理念為了承擔後座力以及加大戰鬥室以容納反坦克炮的復進機長度故多數使用無炮塔（或称固定露天炮塔）設計，除此之外因為撤銷了炮塔的設計因此在製造以及成本上也比普通坦克來的低廉。实战中跟随坦克一同进攻，但位于战线较后，利用其威力更大的火炮对冲锋在前的坦克提供直接反坦克火力支援（对于反步兵和反工事的火力支援则发展出“突击坦克”/“突击炮”/Sturmpanzer）。

### 各國發展
這類設計普遍被二戰參戰國家（包含二戰末期的美國）所接受，在二戰中也成為部份缺乏足夠坦克之國家的最佳代用品。美国利用M4雪曼坦克底盘的M10狼獾、M36坦克歼击车，苏联使用T-34坦克底盘的SU-85、SU-100坦克歼击车亦采用这种概念，不过德、苏、美的设计理念略有差别。战争中期，苏德双方因为战事愈发激烈，为减少露天炮塔的伤亡，均倾向于固定全封闭炮塔，并渐次提高炮塔装甲的厚度；德国更是因為必须面对苏联的T-34钢铁洪流，演化出“猎坦克”/Jagdpanzer，以正面對決為其設計核心，加强火力和装甲，牺牲机动力，因此設計了比同等坦克厚重的裝甲以及大口徑反坦克炮，成为重型猎坦克。這類戰鬥車輛因属重型、超重型，造价高昂，产量极为有限，由於大多因為厚重裝甲而使機動性降低，且無炮塔設計使射擊角度受限極大，相對適合應用於防禦作戰，而不適合攻勢作戰。
而美国因为庞大且未受战争影响的本土生产能力，参战后很快掌握制空权，因此其坦克歼击车倾向于选择轻装甲的旋转露天炮塔。美國的“巡洋舰”式的驅逐戰車在思想上則是被1930年代的步兵戰術制約。由於一開始的目標選擇只限制在驅逐支援步兵作戰的坦克，所以增强机动力，牺牲火力和装甲。美國裝甲兵軍官對驅逐戰車的要求是重視搜索以及速度，搜索以提早取得敵人位置，以速度繞過坦克的厚重裝甲進而打擊其脆弱地區；這類需求制定直到美國參與二戰時仍未修改，因此美國驅逐戰車的特點除了為了方便搜索而設計的開放式炮塔外，其火力以及體積上有著中型坦克標準以上，但速度與裝甲卻有著轻型坦克的等級以達到高速迂迴作戰的軍事思想。原计划脱离速度较慢的坦克部队独立作战。由此开发出连底盘全新设计，被指揮官安德魯·戴維斯·布魯斯中校称为“巡洋舰”风格，更确切地说颇具“牛仔”风格的M18地獄貓坦克歼击车。指揮官雖然滿意這武器，但其76毫米M1戰車炮（药室容量140立方寸为M10狼獾使用的同口径M7炮200立方寸的70%）無法對1944年西線的納粹重戰車構成傷害，前線官兵希望有更大口徑的火炮，最终原本近9,000辆的生产计划缩水至2,000余辆。

### 設計轉變
随着战场实战检验，遲至二戰後期，即便是正规的30吨M4、30吨的T34，与44吨的豹式直接交换比也仅约4：1（M4、T34承担了更多的反步兵和反工事任务），為了對付德國齊格菲防線的堅固碉堡以及德軍重型戰車，美國才開始採用“装甲猎车”概念，利用M4坦克底盘搭载76毫米甚至90毫米重炮，成为M10狼獾、M36驅逐戰車坦克歼击车。
其中比较特别的，一是英国绞尽脑汁终于将具有300立方寸药室的76毫米QF-17磅炮塞进改装的炮塔，装在M4底盘上，兼备重火力和原有的炮塔装甲成为“萤火虫”坦克；二是美军的M10狼獾放弃厚炮塔装甲侧重火力成为坦克歼击车，作为战时仓促改装的反坦克武器，其200立方寸药室的M7炮尚可对付当时西线的德军坦克，不过其旋转露天炮塔未能配平，重心不在炮塔座圈中心，且因空间不足，无法安装M4坦克的机械炮塔旋转机构，须人力手动操作，导致炮塔旋转缓慢，甚至在倾斜地段无法向重心增高的方向旋转，因此有经验的车长宁可将其当作固定炮塔使用，而放弃其并不可靠的旋转机构。虽然这些仓促改装的坦克歼击车与全新设计的M18地獄貓相比，各种机械故障频发，但作为坦克部队的直接反坦克火力支援被大量生产和使用，总产量近9,000辆，用掉约1/6的M4坦克底盘。同时美國亦注意到重裝甲無砲塔的“猎坦克”理念，製造了T28超重型坦克计划用於正面攻堅防線，最终因造价过高产量仅2辆，且开发过迟未投入战场。

### 戰後演變
第二次世界大戰後，由於成型裝藥在無後座力炮的使用與反坦克导弹的出現，反坦克方式多样化，不一定需要龐大的體積安裝重型火炮亦有擊毀坦克可能。所以戰後的驅逐戰車大都走向美國風格小型化與高速化，装载轻型与减压反坦克炮成本便宜并可大量生產；与装载反坦克导弹、无座力炮或重型后膛装填迫击炮的裝甲運兵車或步兵戰鬥車一度并存，最终這些多功能車輛以接近的装甲、破甲能力和机动速度，逐漸取代專業驅逐戰車的任務。

## 現況
21世紀後，各國現役的驅逐戰車幾乎已絕跡，但仍有若干輪式裝甲車輛加裝减压的上一代105mm反坦克主砲，形成一種輪式驅逐戰車，例如半人馬裝甲車，可以算是驅逐戰車概念的最後遺留。該類輪型戰鬥車輛因為本質是步兵裝甲車所以防護力較弱，一般仅需抵抗14.5mm穿甲弹；主砲虽无法与同時代坦克比拟，仍有对敌方中、轻装甲车辆构成威胁的火力，形成與原始驅逐戰車的戰術特性完全不同的新用途。